# Dihydroxybenzole
Die Dihydroxybenzole gehören zur Stoffgruppe der Phenole, bestehend aus einem Benzolring mit zwei Hydroxygruppen (–OH) als Substituenten. Durch deren unterschiedliche Anordnung ergeben sich drei Konstitutionsisomere mit der Summenformel C6H6O2. Sie sind vor allem unter ihren Trivialnamen Brenzcatechin, Resorcin und Hydrochinon bekannt.

## Vertreter
| Gefahrensymbol | Gefahrensymbol |

| Gefahrensymbol |

| Gefahrensymbol | Gefahrensymbol |

| Gefahrensymbol | Gefahrensymbol |

| Gefahrensymbol | Gefahrensymbol |

| Gefahrensymbol | Gefahrensymbol |

## Eigenschaften
Das Hydrochinon, das die höchste Symmetrie aufweist, besitzt den höchsten Schmelzpunkt. Brenzcatechin und Hydrochinon können in alkalischem Milieu unter formaler Protonen- und Elektronenabgabe zu Chinonen oxidiert werden. Bei Resorcin ist die Ausbildung eines chinoiden Systems dagegen nicht möglich.